# Розен, Шервин
Ше́рвин Ро́зен (англ. Sherwin Rosen; 29 сентября 1938 — 17 марта 2001) — американский экономист. Член Национальной академии наук США (1998).
Бакалавр университета Пердью (1960), магистр (1962) и доктор философии (1966) Чикагского университета. Преподавал там же, а также в Рочестерском (шт. Нью-Йорк) и Стэнфордском университетах. Президент Американской экономической ассоциации (2001).

## Основные произведения
- The Economics of Superstars, American Economic Review, 71 (5): 845–858, 1981
- Hedonic Prices and Implicit Markets: Product Differentiation in Pure Competition, The Journal of Political Economy, 82 (1): 34–55, 1974
- «Неравновесная модель спроса на факторы производства» (A Disequilibrium Model of Demand for Factors of Production, 1973);
- «Исследование рынков труда» (Studies in Labor Markets, 1981);
- «Организации и институты: социологические и экономические методы анализа социальных структур» (Organizations and Institutions: Sociological and Economic Approaches to the Analysis of Social Structures, 1988);
- «Теория имплицитного контракта» (Implicit Contract Theory, 1994).